# Asta Pellinen-Wannberg

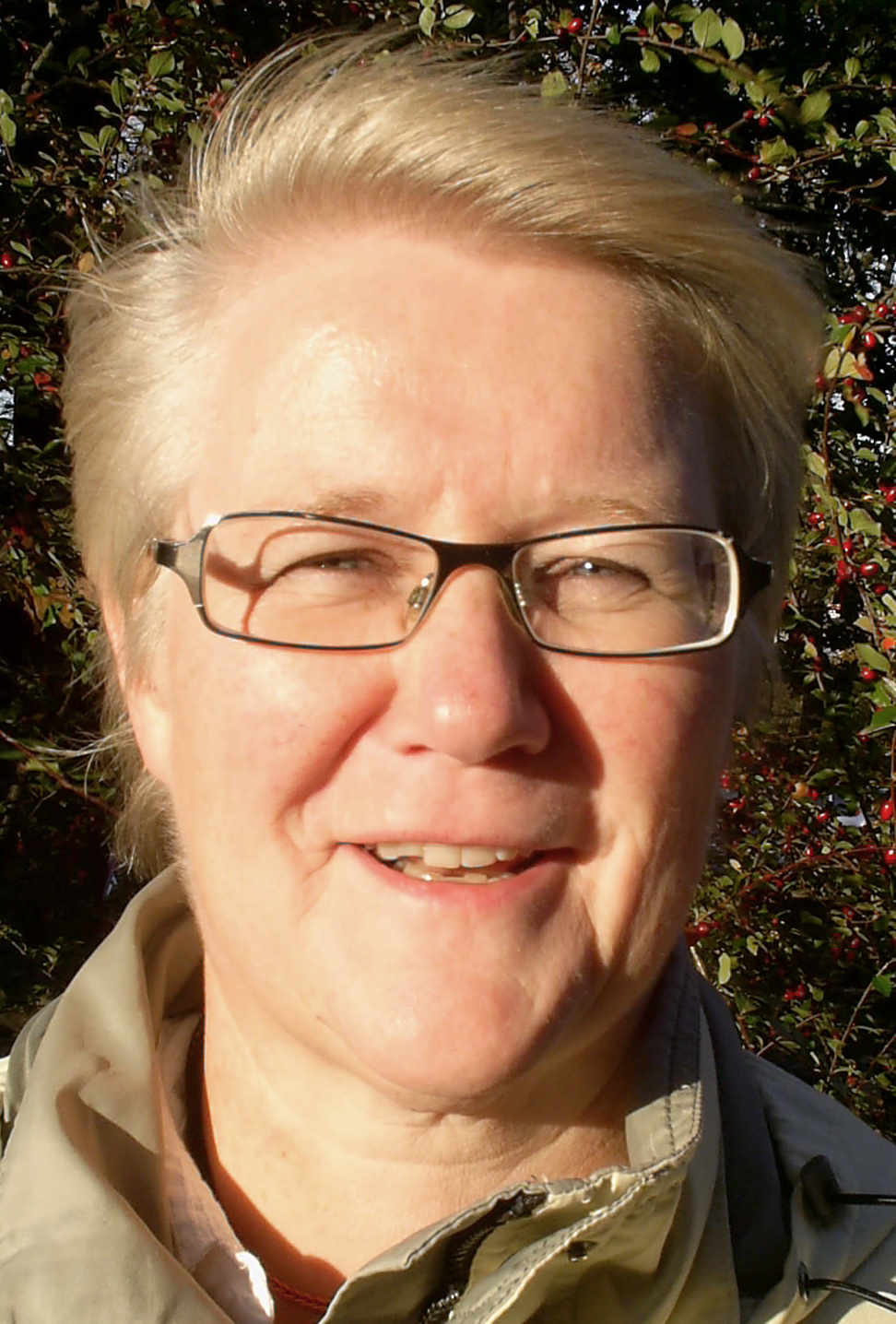
Professor Asta Pellinen-Wannberg

Asta Pellinen-Wannberg, född  1953 i Helsingfors, Finland, är professor emeritus i fysik vid Umeå universitet och var tidigare verksam vid Institutet för rymdfysik i Kiruna. 

## Verksamhet
Pellinen disputerade 1995 vid Umeå universitet med avhandlingen Auroral and meteor applications of the EISCAT incoherent scatter radar. Hennes fortsatta forskning har huvudsakligen handlat  om meteorer och plasma i rymden. Sedan dess start har hon använt anläggningen EISCAT för att mäta meteorers egenskaper med hjälp av radar. Hon har också engagerat sig i att söka efter meteoriter där ljusstarka meteorer har observerats.
År 2007 utsågs Pellinen till professor i fysik vid Umeå universitet.
Internationella astronomiska unionen (IAU) lät 2017 uppkalla en asteroid efter henne – 11807 Wannberg – som belöning för att hon och hennes forskarlag från 1990 utvecklat en metod för att studera meteorer med hjälp av stor spridningsradar. 